# リヒャルト・ヘンリオン
リヒャルト・ヘンリオン（Richard Henrion, 1854年3月9日 - 1940年1月9日）は、ドイツの作曲家、軍楽隊長。

## 生涯
ヘンリオンは1854年にドイツのアルターンで俳優の家に生まれた。彼が15歳の時、ゼーハウゼンの音楽監督に弟子入りした。1874年にはマクデブルクの軍楽隊を担当していたグスタフ・レーブリンクに学んだ。
彼は、軍楽隊員として活躍後、ブランデンブルク、メス、プレンツラウを経て、シュチェチンでフリードリヒ・ヴィルヘルム4世擲弾兵連隊の音楽隊長になった。
彼は、公共の場において、夏には庭園で、冬にはカール・アドルフ・ローレンツ（Karl Adolf Lorenz）のシュチェチン楽友協会と連携して、演奏会を行った。
ヘンリオンは100の行進曲を含む350の楽曲を作曲した。「フェールベリン騎兵隊行進曲」を含む行進曲はドイツ人にとって、皇帝を懐かしむ古き良き時代の曲、そして頭にこびりついて離れない曲の象徴になっている。

## 主な行進曲
- フェールベリン騎兵隊行進曲 (Fehrbelliner Reitermarsch)
船橋競馬場の入場曲として使われたことがある。
- 十字軍騎士団ファンファーレ (Kreuzritter Fanfare)